# لیائو چیویون
لیائو چیویون (انگلیسی: Liao Qiuyun؛ زادهٔ ۱۳ ژوئیهٔ ۱۹۹۵) وزنه‌بردار اهل چین است.
وی در مسابقات کشوری و بین‌المللی در مجموع برندهٔ ۵ مدال طلا، ۱ مدال نقره شده‌است.